# Артемьев, Валентин Иванович
Валенти́н Ива́нович Арте́мьев (25 августа 1918 — 30 ноября 1986, Москва) — советский спортсмен (футбол, хоккей с шайбой), нападающий, тренер.

## Биография
Сын родоначальника известной футбольной династии братьев Артемьевых Ивана Артемьева. В составе футбольной команды ВВС провёл в 1946 году в Группе II 18 матчей, забил 4 гола, в 1947 году в Группе I — 18 матчей, один гол. В чемпионате по хоккею с шайбой 1946/47 играл в команде ВВС МВО. В Кубке СССР по футболу 1951 сыграл один матч за команду военного института физкультуры.
Работал старшим тренером в командах ДОФ Севастополь (1957), «Торпедо» Липецк (1963 — апрель 1964), «Сокол» Ликино-Дулёво (1968).
Скончался в 1986 году. Похоронен на Ваганьковском кладбище рядом с отцом.